# Liste der Baudenkmale in Döbern
In der Liste der Baudenkmale in Döbern sind alle Baudenkmale der brandenburgischen Stadt Döbern und ihrer Ortsteile aufgelistet. Grundlage ist die Veröffentlichung der Landesdenkmalliste mit dem Stand vom 31. Dezember 2023. Die Bodendenkmale sind in der Liste der Bodendenkmale in Döbern aufgeführt.

## Baudenkmale in den Ortsteilen
In den Spalten befinden sich folgende Informationen:
- ID-Nr.: Die Nummer wird vom Brandenburgischen Landesamt für Denkmalpflege vergeben. Ein Link hinter der Nummer führt zum Eintrag über das Denkmal in der Denkmaldatenbank. In dieser Spalte kann sich zusätzlich das Wort Wikidata befinden, der entsprechende Link führt zu Angaben zu diesem Denkmal bei Wikidata.
- Lage: die Adresse des Denkmales und die geographischen Koordinaten. Link zu einem Kartenansichtstool, um Koordinaten zu setzen. In der Kartenansicht sind Denkmale ohne Koordinaten mit einem roten beziehungsweise orangen Marker dargestellt und können in der Karte gesetzt werden. Denkmale ohne Bild sind mit einem blauen bzw. roten Marker gekennzeichnet, Denkmale mit Bild mit einem grünen beziehungsweise orangen Marker.
- Bezeichnung: Bezeichnung in den offiziellen Listen des Brandenburgischen Landesamtes für Denkmalpflege. Ein Link hinter der Bezeichnung führt zum Wikipedia-Artikel über das Denkmal.
- Beschreibung: die Beschreibung des Denkmales
- Bild: ein Bild des Denkmales und gegebenenfalls einen Link zu weiteren Fotos des Baudenkmals im Medienarchiv Wikimedia Commons

### Döbern
| ID-Nr.                           | Lage                      | Bezeichnung                                     | Beschreibung | Bild                                            |
| -------------------------------- | ------------------------- | ----------------------------------------------- | --- | ----------------------------------------------- |
| 09125067                         | Forster Straße 8 (Lage)   | Drei Kamine                                     | | BW                                              |
| 09125068                         | Forster Straße 13 (Lage)  | Fabrikantenvilla                                | | Fabrikantenvilla                                |
| 09125069                         | Forster Straße 14 (Lage)  | Villa mit Einfriedung                           | | Villa mit Einfriedung                           |
| 09125443                         | Forster Straße 17 (Lage)  | Postamt mit Einfriedung und Hofbefestigung      | | Postamt mit Einfriedung und Hofbefestigung      |
| 09125070                         | Friedhofsweg (Lage)       | Ehrenfriedhof der Sowjetarmee                   | | Ehrenfriedhof der Sowjetarmee                   |
| 09125382                         | Friedhofsweg (Lage)       | Kriegerdenkmal                                  | | Kriegerdenkmal                                  |
| 09125529                         | Grenzweg 16 (Lage)        | Mühle mit Stauanlagen und Gewölbebrücke         | | Mühle mit Stauanlagen und Gewölbebrücke         |
| 09126241 Teilobjekt zu: 09125529 | Grenzweg 16 (Lage)        | Brücke                                          | | BW                                              |
| 09125425                         | Kirchstraße (Lage)        | Christuskirche mit Einfriedung                  | Die evangelische Christuskirche wurde von 1907 bis 1908 von Georg Büttner erbaut. Im Inneren ein Radleuchter aus der Bauzeit. | Christuskirche mit Einfriedung                  |
| 09125071                         | Muskauer Straße 60 (Lage) | Preußischer Meilenstein „XXI Meilen bis Berlin“ | | Preußischer Meilenstein „XXI Meilen bis Berlin“ |

### Eichwege
| ID-Nr.                           | Lage                 | Bezeichnung                                  | Beschreibung                                                       | Bild       |
| -------------------------------- | -------------------- | -------------------------------------------- | ------------------------------------------------------------------ | ---------- |
| 09125072                         | Dorfstraße 15 (Lage) | Dorfkirche                                   | Die evangelische Kirche stammt aus der Zeit um 14/15. Jahrhundert. | Dorfkirche |
| 09125487                         | Dorfstraße 15 (Lage) | Pfarrhaus mit Nebengebäude                   |                                                                    | BW         |
| 09126206 Teilobjekt zu: 09125487 | Dorfstraße 15 (Lage) | Stall                                        |                                                                    | BW         |
| 09125488                         | Dorfstraße 17 (Lage) | Schul- und Küsterhaus mit zwei Nebengebäuden |                                                                    | BW         |
| 09126207 Teilobjekt zu: 09125488 | Dorfstraße 17 (Lage) | Waschhaus & Stall                            |                                                                    | BW         |
| 09126208 Teilobjekt zu: 09125488 | Dorfstraße 17 (Lage) | Toilettenhaus                                |                                                                    | BW         |